# 3384 Daliya
3384 Daliya è un asteroide della fascia principale. Scoperto nel 1974, presenta un'orbita caratterizzata da un semiasse maggiore pari a 2,3849501 UA e da un'eccentricità di 0,2089571, inclinata di 2,75934° rispetto all'eclittica.